# NK Mladost Carevdar
NK Mladost je nogometni klub iz Carevdara, Koprivničko-križevačka županija. 

## Povijest
Nogometni klub Mladost Carevdar osnovan je 17. rujna 1974. godine. Osnovali su ga mladići Carevdara, pa je zato i dobio ime Mladost te je tako postao imenjak velikana iz Torina - Juventusa. Tijekom godina NK Mladost nastupao je u općinskoj ligi za vrijeme Jugoslavije. Rad NK Mladosti nakratko je prekinut za vrijeme Domovinskog rata a nastavljen je 1994. godine na 20. obljetnicu postojanja kluba kada je NK Mladost odigrao svoju vjerojatno najveću utakmicu u povijesti, protiv NK Zagreba.
Klub se trenutačno natječe u 2. ŽNL Koprivničko-križevačkoj.